# Maria Schnee (Nassenbeuren)

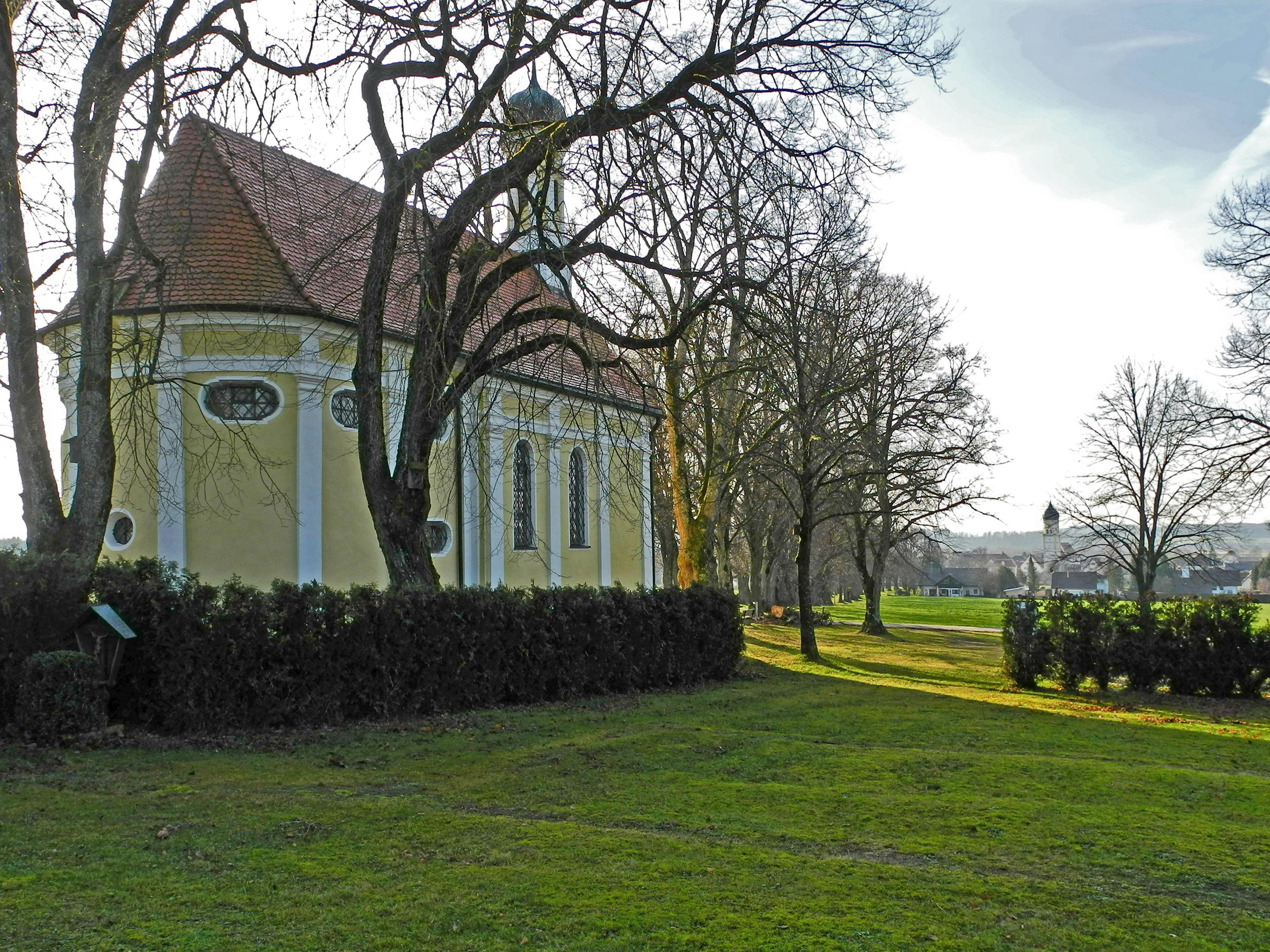
Maria Schnee in Nassenbeuren

Die römisch-katholische Wallfahrtskapelle Maria Schnee steht in Nassenbeuren, einem Stadtteil von Mindelheim im schwäbischen Landkreis Unterallgäu in Bayern. Das Bauwerk ist in der Liste der Baudenkmäler in Mindelheim als Baudenkmal unter der Nr. D-7-78-173-167 eingetragen.

## Beschreibung
Die heutige Kapelle aus verputztem Mauerwerk wurde um 1701/03 anstelle einer Holzkirche von 1655 erbaut. Sie besteht aus einem Langhaus und einem leicht eingezogenen, korbbogig geschlossenen Chor im Osten, die außen und innen mit Pilastern gegliedert sind. Über der Fassade im Westen erhebt sich ein Dachreiter, der den Glockenstuhl beherbergt und der mit einer Zwiebelhaube bedeckt ist. Er wurde 1954/55 erneuert. 
Der Innenraum des Langhauses, in dem um 1730/40 im Westen eine geschwungene Empore eingebaut wurde, ist mit einem Kreuzgratgewölbe überspannt.